# Astira (Misia)
Astira (in greco antico: Ἄστυρα?) era una città dell'antica Grecia ubicata in Misia. Nel Periplo di Scilace la sua posizione viene indicata in quella parte di territorio che i Misi avevano ceduto ai Lidi dove abitavano popolazioni provenienti da Lesbo.

## Storia
Strabone la colloca tra Edremit e Antandro, a venti stadi dall'antica Crisa e a settanta da Tebe Ipoplacia (queste due ultime città erano disabitate). Al suo tempo era solo un villaggio, ma prima era stata una piccola città con un santuario dedicato ad  Artemide Astirene in un bosco sacro. Questo santuario di Artemide Astirene è anche citato da Senofonte. Accanto ad Astira c'era un lago chiamato Sapra.
Appartenne alla lega delio-attica visto che risulta menzionata nel registro delle città tributarie di Atene tra gli anni 454 e 438 a.C.
Si dice che sarebbe stata situata nella zona termale di Lijia, ma esistono pareri difformi sul numero delle città con il nome di Astira esistenti dell'antichità. Oltre Astira accanto ad Abido, si è discusso se la Astira menzionata negli elenchi dei tributi agli ateniesi non fosse quella situata nei pressi di Adramyttium menzionata da Strabone.